# Thorigné-d'Anjou
 Thorigné-d'Anjou  es una comuna y población de Francia, en la región de Países del Loira, departamento de Maine y Loira, en el distrito de Segré y cantón de Châteauneuf-sur-Sarthe.
Su población en el censo de 1999 era de 752 habitantes.
Se encuentra integrada en la Communauté de communes de la Région du Lion-d'Angers.

## Demografía
| 414 | 369 | 386 | 576 | 680 | 752 |
| Para los censos de 1962 a 1999 la población legal corresponde a la población sin duplicidades (Fuente: INSEE [Consultar]) |     |     |     |     |     |